# Ministrowie społeczności i samorządów lokalnych Wielkiej Brytanii
Minister do spraw mieszkalnictwa, społeczności i samorządów lokalnych (ang. Secretary of State for Housing, Communities and Local Government), stoi na czele resortu społeczności i samorządów lokalnych, zajmującego się zróżnicowanymi kwestiami, takimi jak sprawy administracji lokalnej, prawa kobiet i mniejszości oraz budownictwo mieszkaniowe.

## Ministrowie społeczności i samorządów lokalnych
| Minister     | Czas urzędowania                   |
| ------------ | ---------------------------------- |
| Ruth Kelly   | 6 maja 2006 – 27 czerwca 2007      |
| Hazel Blears | 28 czerwca 2007 – 3 czerwca 2009   |
| John Denham  | 5 czerwca 2009 – 11 maja 2010      |
| Eric Pickles | 12 maja 2010 – 11 maja 2015        |
| Greg Clark   | 11 maja 2015 –14 lipca 2016        |
| Sajid Javid  | od 14 lipca 2016 – 8 stycznia 2018 |

## Ministrowie do spraw mieszkalnictwa, społeczności i samorządów lokalnych
| Minister          | Czas urzędowania                 |
| ----------------- | -------------------------------- |
| Sajid Javid       | 8 stycznia – 30 kwietnia 2018    |
| James Brokenshire | 30 kwietnia 2018 – 24 lipca 2019 |
| Robert Jenrick    | 24 lipca 2019 – 15 września 2021 |

## Ministrowie do spraw wyrównywania szans, mieszkalnictwa i społeczności
| Minister      | Czas urzędowania                    |
| ------------- | ----------------------------------- |
| Michael Gove  | 15 września 2021 – 6 lipca 2022     |
| Greg Clark    | 6 lipca – 6 września 2022           |
| Simon Clarke  | 6 września – 25 października 2022   |
| Michael Gove  | 25 października 2022 – 5 lipca 2024 |
| Angela Rayner | 5 – 9 lipca 2024                    |

## Ministrowie do spraw mieszkalnictwa, społeczności i samorządów lokalnych
| Minister      | Czas urzędowania |
| ------------- | ---------------- |
| Angela Rayner | od 9 lipca 2024  |